# Лоун Оук (Џорџија)
Лоун Оук (Џорџија) (енгл. Lone Oak) град је у америчкој савезној држави Џорџија. По попису становништва из 2010. у њему је живело 92 становника.

## Демографија
Према попису становништва из 2010. у граду је живело 92 становника, што је 12 (11,5%) становника мање него 2000. године.
| Група             | 2000.      | 2010.      |
| Белци             | 80 (76,9%) | 65 (70,7%) |
| Афроамериканци    | 14 (13,5%) | 24 (26,1%) |
| Азијати           | 0 (0,0%)   | 3 (3,3%)   |
| Хиспаноамериканци | 6 (5,8%)   | 0 (0,0%)   |
| Укупно            | 104        | 92         |